# Bicicleta valla

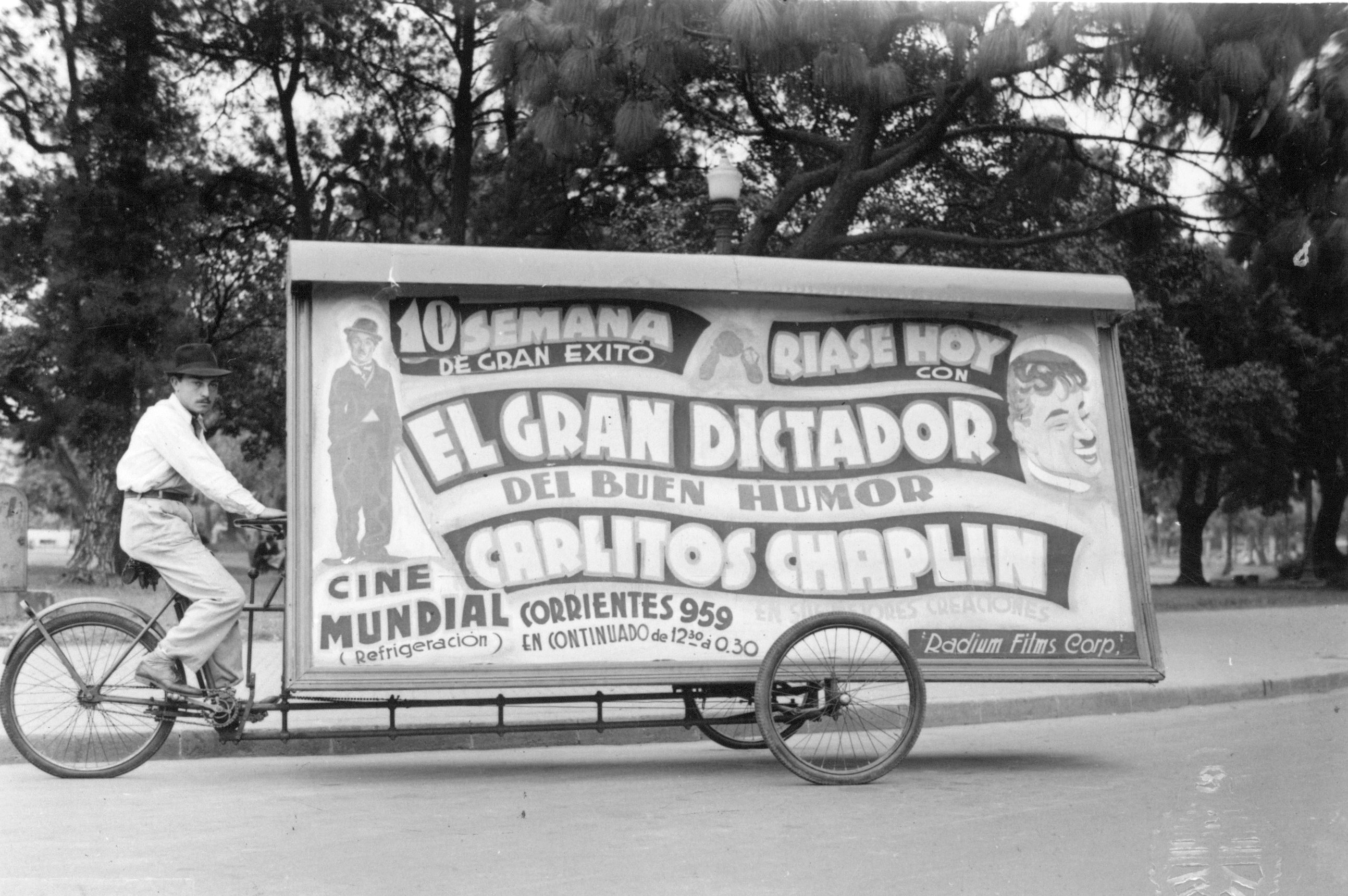
Bicicleta con publicidad de la película El gran dictador en Buenos Aires, 1941.

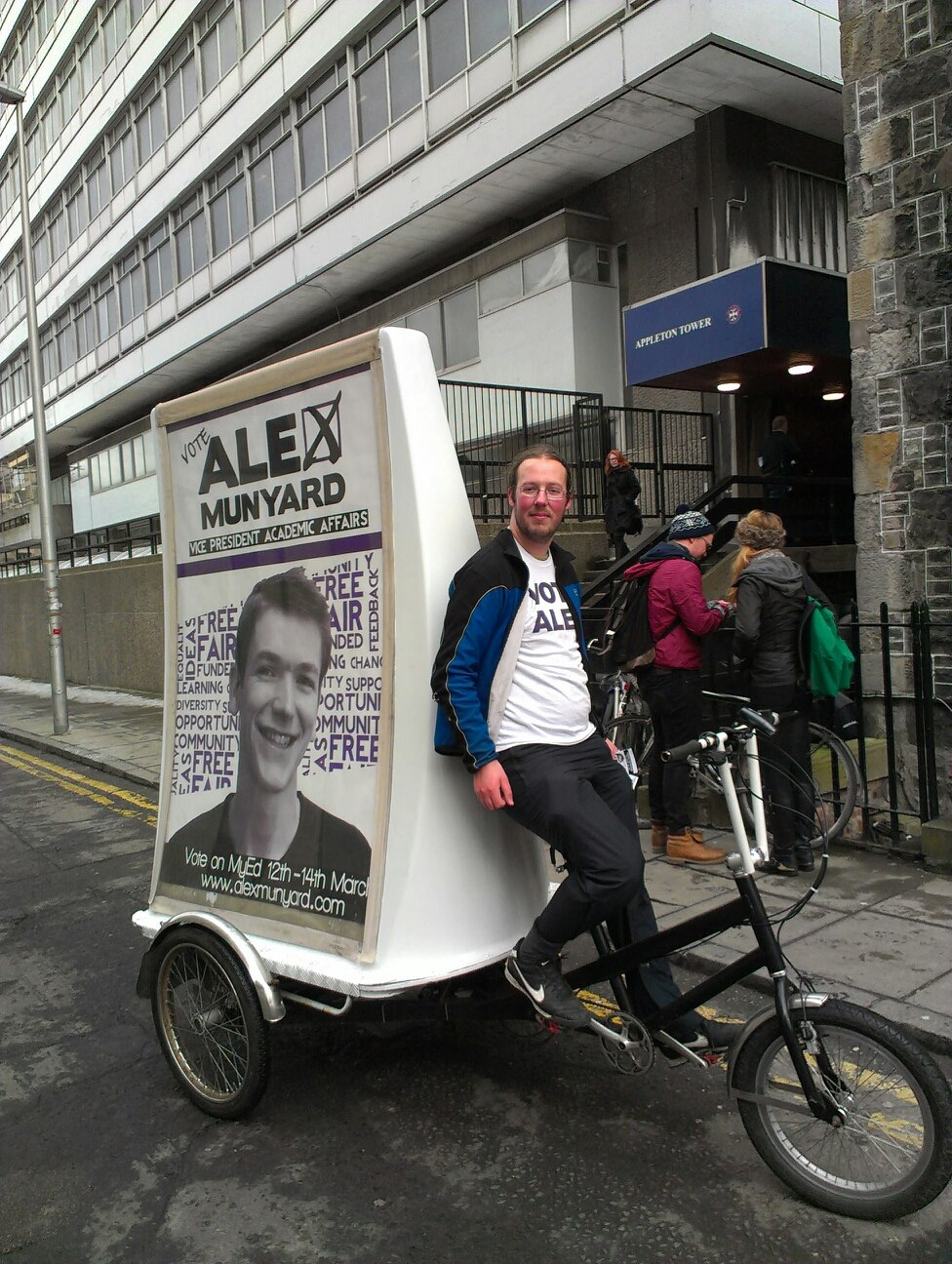
Triciclo valla en Edimburgo, Escocia.

Una bicicleta valla (bicicleta publicitaria) es un tipo de publicidad móvil en la que una bicicleta remolca una valla con un mensaje publicitario. Gary Saunders de Queens, NY, Nueva York empezó el concepto de bicicleta valla en 1997.  Su bicicleta valla estaba orientada hacia bicis de mensajería y medía 12 x 18 pulgadas.

## Tipos
Desde la introducción de la bicicleta valla, han sido construidas diversas variaciones de  este soporte publicitario difiriendo tanto en sus medidas como en su aspecto.  Hoy, las bicicletas de valla comprenden una amplia variedad de formas y medidas. Algunas constituyen una sola unidad mientras que tras están compuestas de una bicicleta y una valla independientes. 
Algunas bicicletas valla son especialmente fabricadas para tener una apariencia única con objeto de atraer una mayor atención de la audiencia. Otras sin embargo consisten en meros marcos  que centran la atención tan sólo en el mensaje publicitario. Algunas bicicletas valla utilizan carteleras grandes; no obstante la medida de la misma está limitada por requerimientos del viento. Otras vallas como las originales de Gary Saunders son pequeñas.